# JSwat
A JSwat egy grafikus Java debugger front-end, melyet a Java Platform Debugger Architecture használatára írtak. JSwat-et Common Development and Distribution License alatt adták ki és szabadon elérhető mind bináris, és forráskód formátumban. A grafikus interfész mellett létezik konzol alapú verziója is, amely jobban hasonlít a Java Development Kit részét képező jdb-hez.
A következő funkciókat tartalmazza: a feltételes breakpointok és monitorok, színezett forráskód kijelzés, grafikus kijelző panel a szálak jelöléséhez, verem frame-ek, változók és betöltött osztályok mutatása, parancssori interfész a haladó funkciók lekéréséhez, Java-szerű kifejezés kiértékelés, beleértve a metódus hívásokat is.

## Fordítás
Ez a szócikk részben vagy egészben  a   JSwat című angol Wikipédia-szócikk ezen változatának fordításán alapul.  Az eredeti cikk szerkesztőit annak laptörténete sorolja fel. Ez a jelzés csupán a megfogalmazás eredetét és a szerzői jogokat jelzi, nem szolgál a cikkben szereplő információk forrásmegjelöléseként.
1. ↑  Release 2013.1, 2014. január 24. (Hozzáférés: 2018. március 13.)